# Braga Open
O Braga Open é um torneio tênis, que faz parte da série ATP Challenger Tour, realizado dede 2018, em piso de saibro, em Braga, Portugal.

## Edições

### Simples
| Ano  | Campeões       | Finalistas     | Placar             | Ref   |
| ---- | -------------- | -------------- | ------------------ | ----- |
| 2019 | João Domingues | Facundo Bagnis | 6–7(5–7), 6–2, 6–3 | [ 2 ] |
| 2018 | Pedro Sousa    | Casper Ruud    | 6–0, 3–6, 6–3      | [ 3 ] |

### Duplas
| Ano  | Campeões                        | Finalistas                            | Placar   | Ref   |
| ---- | ------------------------------- | ------------------------------------- | -------- | ----- |
| 2019 | Gerard Granollers Fabrício Neis | Kimmer Coppejans Zdeněk Kolář         | 6–4, 6–3 | [ 4 ] |
| 2018 | Sander Arends Adil Shamasdin    | Ariel Behar Miguel Ángel Reyes-Varela | 6–2, 6–1 | [ 5 ] |